# Femelle dominante
En zoologie, la femelle dominante, ou femelle alpha, est un individu d'un groupe d'animaux que les autres membres suivent, et auquel ils obéissent ou se soumettent. 

## Canidés

### Loup
Selon l'auteur d'ouvrages naturalistes Maurice Dupérat, « En principe, toutes les femelles adultes peuvent s'accoupler mais, sauf dans les très grandes meutes, seule la femelle alpha s'arroge ce privilège. Celle-ci affirme avec vigueur et autorité sa supériorité, pratiquant une sorte de castration psychologique sur les autres femelles qui n'entrent pas en chaleur. »
Le philosophe Mark Rowlands évoque l'hypothèse d'un stress social pour expliquer ce phénomène.

### Lycaon
Selon le biologiste Thierry Lodé chez les lycaons (Lycaon pictus) de la savane africaine : « La femelle alpha reste si possessive qu'elle confisque les nouveau-nés d'une femelle au rang moins élevé dans la hiérarchie du groupe. Cette jalousie tyrannique contrôle ainsi le nombre de bouches à nourrir. »
Pour le psychiatre et éthologue Rolf Schäppi, chez les lycaons, « la femelle alpha s'oppose à toute tentative de copulation d'une autre femelle de la meute. Si une femelle subordonnée réussit tout de même à mettre bas, la femelle dominante tuera ses chiots. »

## Autres mammifères
Les groupes d'éléphants et de suricates sont menés et gouvernés par une femelle dominante.